# Януш Качмарек
Януш Казімеж Качмарек (пол. Janusz Kazimierz Kaczmarek, 25 грудня 1961, Гдиня) — польський правник, прокурор, політик. З 2005 по 2007 крайовий прокурор, в 2007 міністр внутрішніх справ та адміністрації.

## Освіта та наукова робота
Закінчив факультет Права та адміністрації Гданського університету. Після індивідуального курсу навчання, відмінно захистив дисертацію на тему «Межі дозволеної діяльності журналістів». Прокурорське стажування закінчив в районній прокуратурі міста Ельблонг де й працював до 1988 року. Доктор юридичних наук. Захистив докторський ступінь на тему «Кримінологічні та правові аспекти взяття і утримання злодія» в 2012 році в Університеті Білостоку.
Наприкінці 80-х був членом Польської об'єднаної робітничої партії. Також перебував в Союзі соціалістичної польської молоді та Демократичній партії. Навчався в навчальному центрі замполітів в Лодзі.
З 1992 був викладачем матеріального кримінального права для студентів прокураторів, а з 1999 він працював на курсах вдосконалення викладачів та аспірантурі з профілактики соціальних патологій в Гданську як лектор в області юридичних питань, пов'язаних з допомогою в сім'ї та школі. Качмарек є автором багатьох публікацій в таких журналах: «Przegląd Oświatowy», «Prokuratura i Prawo», «Państwo i Prawo».Співавтор (разом з суддею Магдаленою Кершкою) книги Porwania dla okupu',та автор збірної монографії Świadek koronny.Przestępczość zorganizowana під редакцією Еміля Пливачевського. Автор монографії «Przestępstwo wzięcia i przetrzymywania zakładnika» опубліковані видавництвом LEX Wolters Kluwer.Керівник приватних юридичних фірм в Гдині та Варшаві.
Лауреат нагороди Bona lex, яка була вручена 2007 газетою «Gazetę Prawną» за вагомий внесок у сфері права.

## Прокурор
В 1988—1993 Працював в районній прокуратурі міста Гданська. В 1991 займав посаду заступника районного прокурора. 1993—2000 був районним прокурором міста Гдиня.
В 1993 з ініціативи мера Гдині Франциски Цигільської брав участь в виборах до Сейму з листа Безпартійного блоку для підтримки реформ, але мандат не отримав.
В 2000 працював окружним прокурором в Гданську. В 2001 заступник генерального прокурора, яким на той час був Лех Качинський. З серпня 2001 заступник директора Бюро Попереднього Розгляду в Крайовій прокуратурі. В 2002 був призначений на посаду апеляційного прокурора в місті Гданськ.
31 жовтня 2005 призначений на посаду Крайового прокурора.

## Міністр внутрішніх справ та адміністрації
8 лютого 2007 Прем'єр-міністр Ярослав Качинський звільнив Качмарека з посади крайового прокурора, а президент Лех Качинський призначив його на посаду міністра внутрішніх справ та адміністрації.14 березня 2007 був призначений членом Ради Національної Безпеки.8 серпня 2007 був звільнений з займаної ним посади. Причина звільнення була інформація про те ніби він був інформатором ЦАБ в Міністерстві сільського господарства та розвитку села(так звана Земельна афера). 13 серпня 2007 став кандидатом групи 48 послів з ЛПР та Самооборони Республіки Польща на посаду ради міністрів під час Конструктивного вотума недовіри.7 вересня 2007 Януш Качмарек відкликав свою кандидатуру, та не був виставлений на голосування.
30 серпня 2007 на короткий термін був затриманий Агентством внутрішньої безпеки через звинувачення у перешкоджанні розслідуванню та подання неправдивих свідчень.Проте справу закрили в 2009. Звинувачення що були пред'явлені йому в 2008 через розкриття службової таємниці були відкинуті в 2010 році.
У 2008 була опублікована книга — Cena władzy під авторством Марка Балавайдера та Романа Осиці, вона присвячена арешту Януша Качмарека.

## Поточна робота
У 2010 був внесений до списку юридичних радників, і в даний час практикує як адвокат у містах Гдиня та Варшава.